# Tom Unger

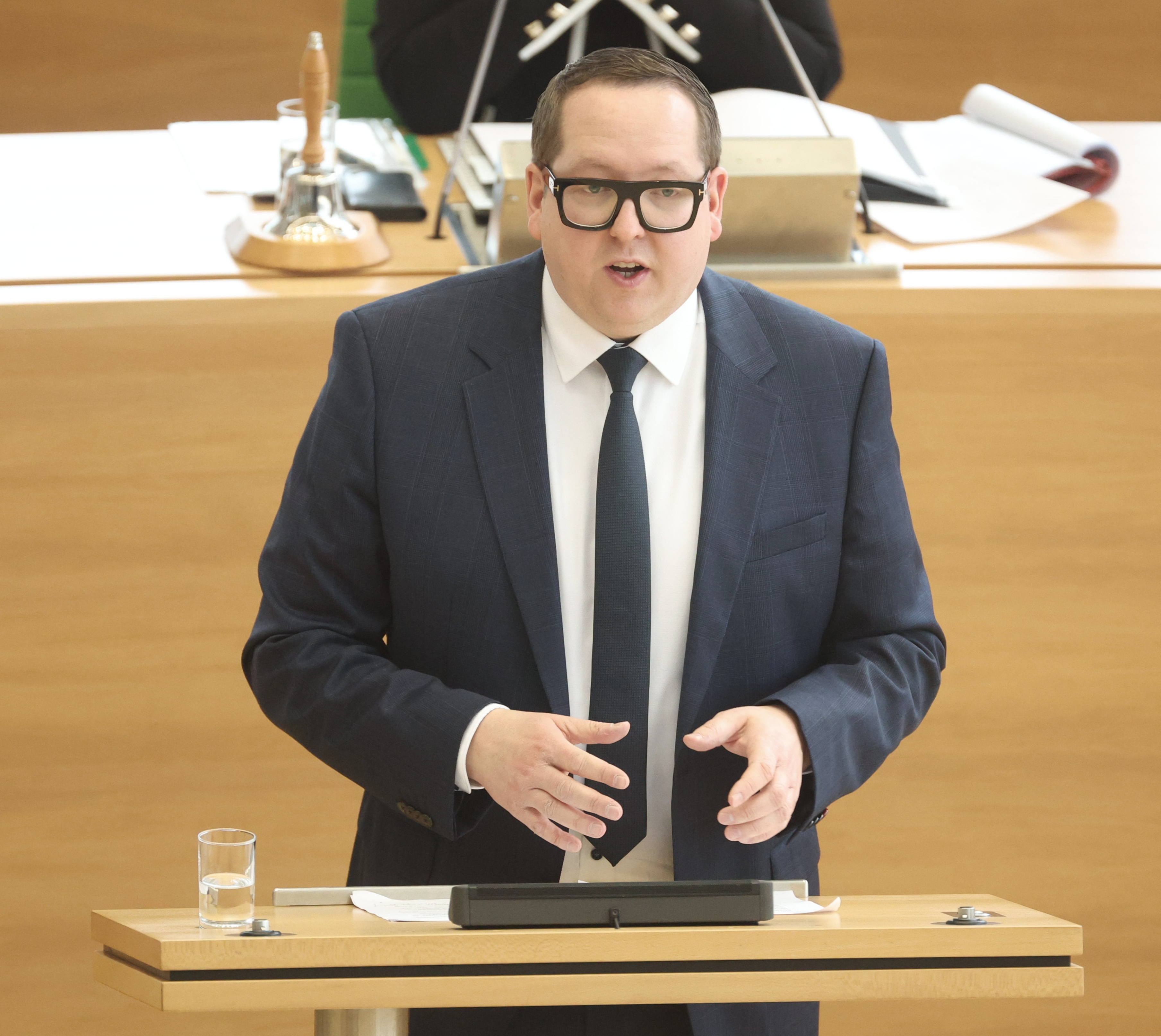
Tom Unger (2024)

Tom Unger (* 9. November 1985 in Karl-Marx-Stadt) ist ein deutscher Politiker (CDU). Seit 2022 ist er Abgeordneter im Sächsischen Landtag. Seit 2024 ist er zudem Generalsekretär der CDU Sachsen.

## Leben
Unger machte nach seinem Realschulabschluss 2002 von 2002 bis 2005 eine Ausbildung zum Verwaltungsfachangestellten. Von 2005 bis 2022 war er in der Verwaltung der Bundespolizei tätig. Von 2011 bis 2014 absolvierte er ein berufsbegleitendes Studium zum Verwaltungsfachwirt an der sächsischen Verwaltungs- und Wirtschaftsakademie, das er als Verwaltungsfachwirt abschloss. Seit 2017 ist er nebenberuflich als Dozent für Kommunalrecht, Verwaltungsrecht, Staatsrecht und Personalmanagement an der sächsischen Verwaltungs- und Wirtschaftsakademie tätig.
Unger ist verheiratet, hat ein Kind und lebt in Stollberg/Erzgeb.

## Politik
Unger war von 2009 bis 2015 Vorsitzender der Jungen Union Mittleres Erzgebirge und von 2015 bis 2021 Vorsitzender der Jungen Union Erzgebirge, deren Ehrenvorsitzender er seit 2021 ist. Von 2017 bis 2019 war er zudem Landesvorsitzender der Jungen Union Sachsen & Niederschlesien. Seit 2012 gehört er dem CDU-Kreisvorstand Erzgebirge an. Von 2016 bis 2020 war er stellvertretender Vorsitzender des CDU-Kreisverbandes Erzgebirge.
Bei der Landtagswahl in Sachsen 2019 kandidierte er auf der Landesliste der CDU, verfehlte jedoch zunächst den Einzug in den Landtag. Am 4. Januar 2022 rückte er für Christiane Schenderlein in den Landtag nach. Bei der Landtagswahl in Sachsen 2024 kandidierte Unger im Wahlkreis Erzgebirge 3, unterlag jedoch Thomas Thumm (AfD). Unger zog aber über die Landesliste in den Landtag ein.
Am 9. November 2024 wurde Unger als Nachfolger von Alexander Dierks Generalsekretär der CDU Sachsen.